# Catalina de York
Catalina de York (Palacio de Eltham; 14 de agosto de 1479 - Devon, 15 de noviembre de 1527) fue el noveno hijo y la sexta hija del rey Eduardo IV de Inglaterra y de su esposa Isabel Woodville.

## Primeros años
Catalina nació en el Palacio de Eltham, el 14 de agosto de 1479 como sexta hija del rey Eduardo IV de Inglaterra y de su esposa Isabel Woodville. Su padre, se apresuró a buscar un matrimonio para su hija menor. El 28 de agosto de 1479, se firmó un contrato de matrimonio. El contrato prometió a Catalina a Juan de Aragón, el hijo mayor de Fernando II de Aragón e Isabel I de Castilla. La alianza aún se estaba negociando, cuando su padre murió el 9 de abril de 1483. Este matrimonio nunca se concluyó.
Su cuñado Enrique VII, esposo de su hermana Isabel, posteriormente negoció con Jacobo III de Escocia para obtener un posible marido para ella. Según un acuerdo establecido en noviembre de 1487, Catalina se casaría con Jacobo Francisco, el segundo hijo de Jacobo III. El mismo acuerdo le prometió la mano de su madre Isabel Woodville -ya viuda- a Jacobo III y la mano de una de sus hermanas para el futuro Jacobo IV de Escocia. Sin embargo, Jacobo III fue asesinado en la Batalla de Sauchieburn (11 de junio de 1488). Su hijo y sucesor, Jacobo IV nunca realizó el acuerdo.

## Matrimonio
A finales de octubre de 1495, Catalina ya estaba casada con Guillermo Courtenay (nacido en 1475). Él era el hijo mayor y heredero de Eduardo Courtenay, primer conde de Devon, y de su esposa Isabel Courtenay. Fueron padres de tres hijos:
- Enrique Courtenay, primer marqués de Exeter (1496-9 de enero de 1539)
- Eduardo Courtenay (1497-12/13 de julio de 1502)
- Margarita Courtenay (1499-1526) se casó con Enrique Somerset, segundo conde de Worcester. Sin descendencia.

Su marido fue destitulado en 1504 y por lo tanto no pudo suceder a su padre el 28 de mayo de 1509. Su sobrino Enrique VIII tenía al parecer una mayor confianza en Guillermo y lo nombró conde de Devon el 10 de mayo de 1511. Sin embargo Guillermo murió el 9 de junio de 1511. Su hijo Enrique sucedió a su padre, después de ser nombrado marqués de Exeter.

## Últimos años
Catalina tenía solo 31 años de edad y se esperaba que volviera a casarse. Sin embargo, ella hizo un voto de castidad voluntaria en presencia de Ricardo Fitzjames, obispo de Londres el 13 de julio de 1511.
Como viuda, Catalina presuntamente pasó por períodos de "riqueza" y "adversidad", pero al parecer se vio favorecida por su sobrino Enrique VIII que "la llevó a un estado seguro". Ella sobrevivió a su marido por dieciséis años. Fue enterrada en Tiverton. Fue el último de los hijos de Eduardo IV en morir.

## En la ficción

### Series de televisión
| Año             | Título             | Intérprete  | Director |
| --------------- | ------------------ | ----------- | -------- |
| 2017 - presente | The White Princess | Ava Masters | -        |